# Austrocidaria
Austrocidaria là một chi bướm thuộc họ Geometridae.

## Các loài
- Austrocidaria erasta (Turner, 1939)
- Austrocidaria parora (Meyrick, 1884)
- Austrocidaria similata (Walker 1862)